# Kościół Chrystusa Wieczystego Kapłana w Gnieźnie
Kościół Chrystusa Wieczystego Kapłana w Gnieźnie – katolicki kościół parafialny zlokalizowany w Gnieźnie przy ul. Wiosennej. 

## Architektura i historia
Obiekt w stylu modernistycznym wybudowano w latach 1974-1980 według projektu Aleksandra Holasa. Dwukondygnacyjna, prostokątna (52 x 32 metry) świątynia wykonana jest z żelbetu, siporeksu i cegieł. 40-metrowa nawa nie posiada żadnego pośredniego podparcia. Dzieło wyobraża łódź-Kościół prowadzącą wiernych przez burzliwe dzieje do portu zbawienia. Ściany zdobią żelbetowe płaskorzeźby z życia Jezusa Chrystusa. Na ścianie frontowej umieszczono Cudowne rozmnożenie chleba na pustkowiu, na wschodniej Chrystusa na krzyżu, a na zachodniej Pielgrzymkę Świętej Rodziny do świątyni w Jerozolimie. W centralnej części frontowej elewacji, nad wejściem stoi figura Chrystusa Wieczystego Kapłana. Autorami tego wystroju byli Benedykt Kasznia i Eugeniusz Obelkowski. W tylnej ścianie kościoła został umieszczony kamień węgielny pochodzący z katedry gnieźnieńskiej. Na 27-metrowym szczycie-wieży posadowiono krzyż stalowy (2,7 metra wysokości). W centrum prezbiterium znajduje się mozaika Chrystusa Zmartwychwstałego i Apostołów w Wieczerniku. Witraże i mozaiki wykonała pracownia Magdaleny i Marcina Czeskich z Poznania. W dolnej części obiektu znajduje się sala widowiskowa ze sceną.

## Galeria

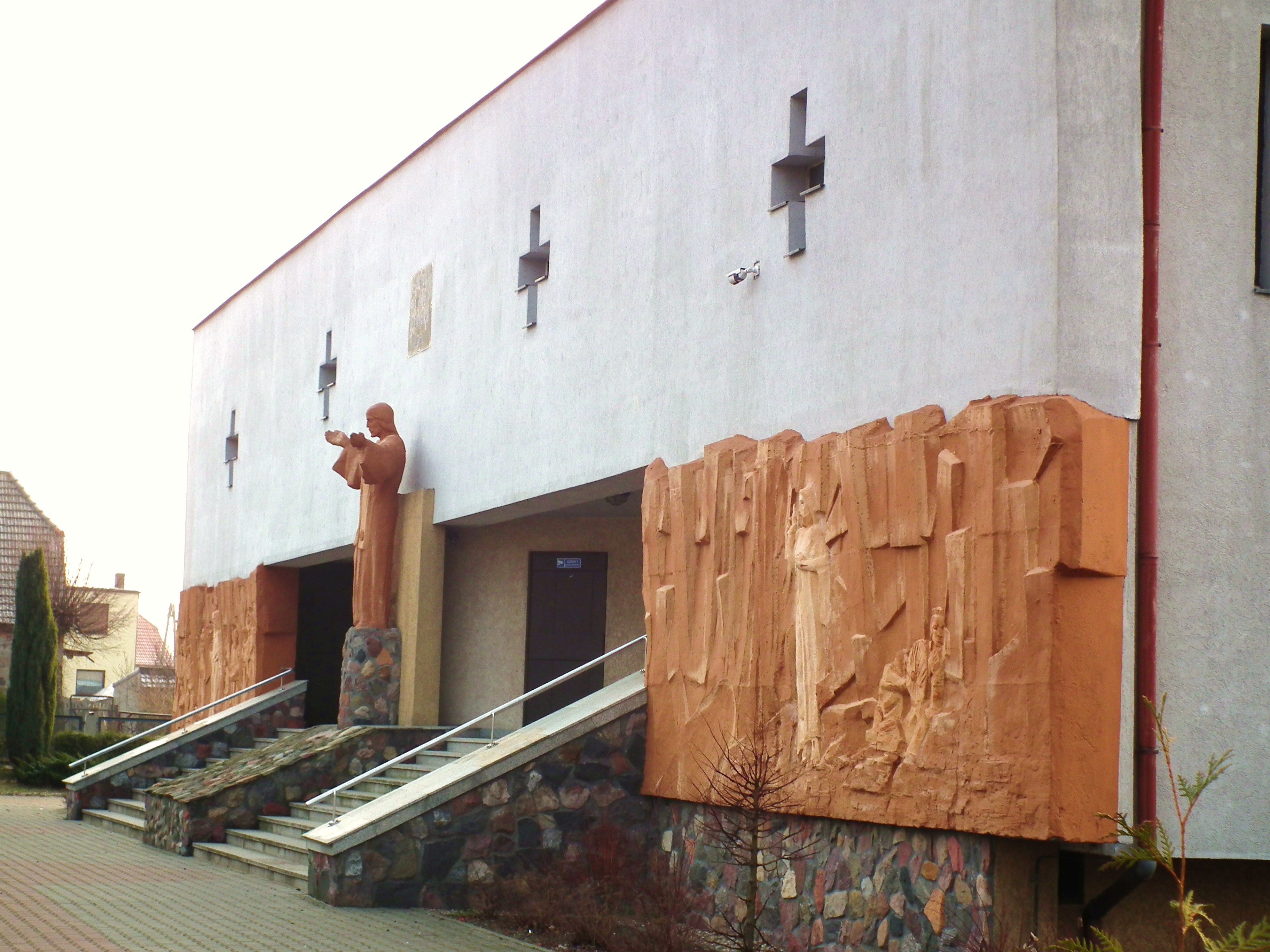
Fasada wejściowa
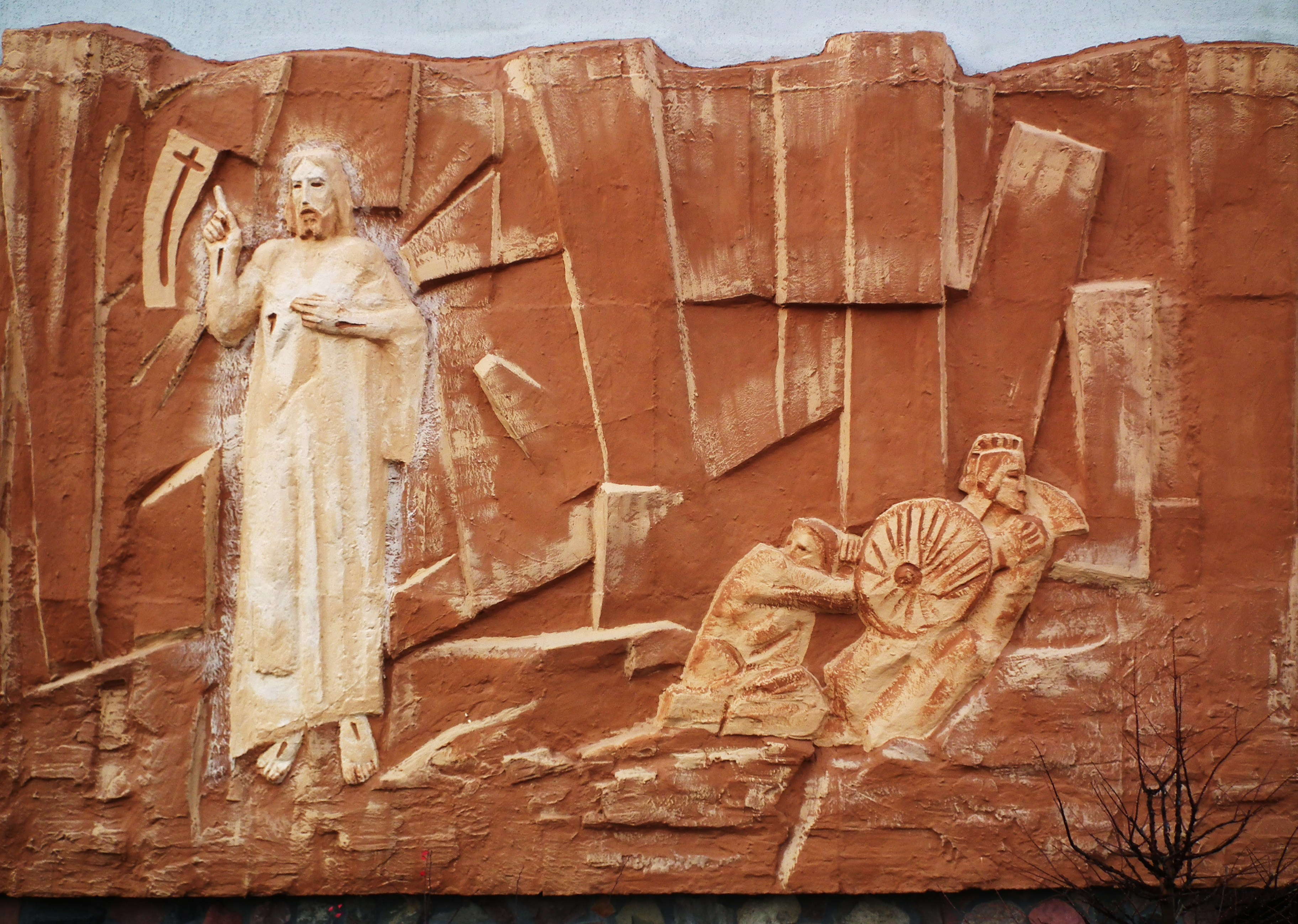
Zmartwychwstanie
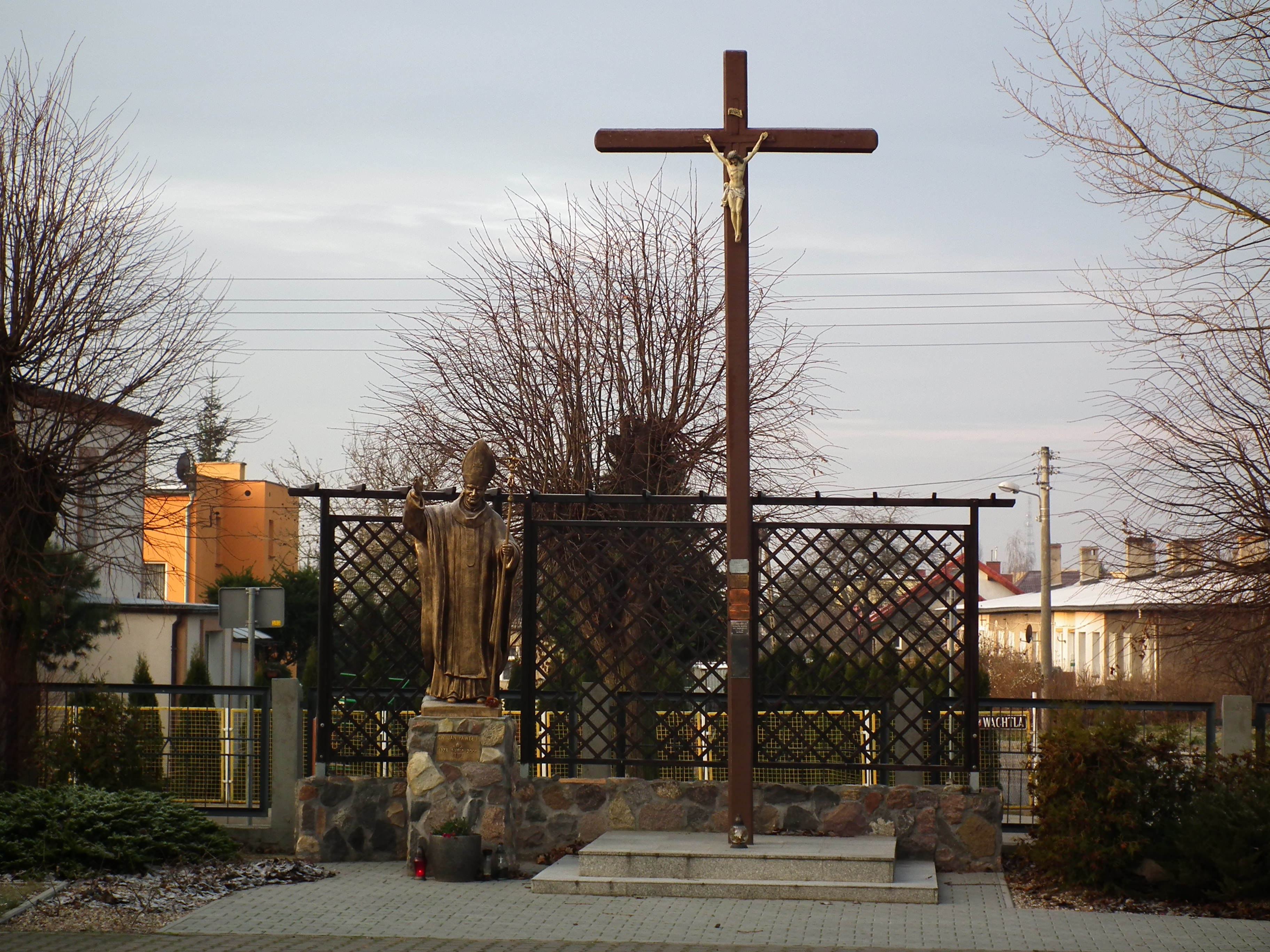
Pomnik papieski